# Peter Lanzani
Juan Pedro Lanzani (Buenos Aires, 24 de agosto de 1990), conocido artísticamente como Peter Lanzani, es un actor y cantante argentino. Se hizo conocido por su participación en la tira juvenil Casi ángeles producida por Cris Morena. En 2015, protagonizó el largometraje El Clan en el papel de Alejandro Puccio.  En 2018, representó el papel de un socio en los asesinatos de Robledo Puch en el largometraje El Ángel. En 2016 ganó un Premio Cóndor de Plata  y en 2021 ganó un Premio Konex.
En 2021, tuvo el papel de Tadeo Vázquez en la serie El reino de Netflix. En 2022, interpretó a Luis Moreno Ocampo en la película nominada en los Premios Oscar, Argentina, 1985.

## Primeros años
Juan Pedro Lanzani nació el 24 de agosto de 1990 en el barrio Belgrano de Buenos Aires. Realizó sus estudios en la escuela Belgrano Day School y en el Instituto Anunciación de María. Lanzani acostumbraba jugar al rugby durante la infancia, al igual que su padre y hermanos. Formó parte del equipo de la Asociación Alumni, aunque abandonó la práctica habitual de este deporte debido a sus actividades artísticas.

## Carrera
Antes de la actuación, fue modelo infantil de la línea de ropa Mimo & Co, hasta que a los quince años hizo su debut como actor en la televisión interpretando a Nicolás "Tábano" Ramírez en la telenovela infantil Chiquititas sin fin (2006) de la productora Cris Morena, transmitida por Telefe. La telenovela también fue llevada al teatro con funciones en el Teatro Gran Rex, bajo la dirección general de Cris Morena. También se grabó un disco con las canciones de la telenovela.
De 2007 a 2010, interpretó a Thiago Bedoya Agüero en la telenovela juvenil Casi ángeles, producida nuevamente por Cris Morena y protagonizada por Emilia Attias, Nicolás Vázquez y Mariano Torre junto a un elenco juvenil encabezado por los Teen Angels: Lali Espósito, China Suárez, Nicolás Riera, Gastón Dalmau y él mismo. La telenovela se emitió durante sus cuatro temporadas por la cadena Telefe, tuvo cuatro temporadas teatrales en el Teatro Gran Rex y varios discos, que lanzaron a la fama a sus protagonistas.
En 2011 participó en la comedia de Telefe Cuando me sonreís, desempeñando el papel de Germán O'Toole, un personaje antagónico que competía con el protagonista, Facundo Arana, por el amor del personaje interpretado por Julieta Díaz.
En 2012, interpretó a Eliseo Lacroix, nieto de la protagonista —Mirtha Legrand—, en la serie de televisión La dueña de Telefe. Además, en junio de 2012 realizó una participación especial en la telenovela de Telefe Dulce amor, junto a los Teen Angels quienes representaron a una banda de ficción dentro de la trama, donde Lanzani interpretó a Fede.
En 2013 se estrenó la película documental Teen Angels: el adiós 3D, que muestra el último concierto del grupo juvenil Teen Angels, del cual formó parte Lanzani, así como opiniones exclusivas de sus protagonistas sobre los años vividos con el grupo. La película funcionó como cierre y despedida de esa etapa.
En 2013 y 2014, interpretó a Noah García Iturbe en la serie juvenil producida por Cris Morena, Telefe y Fox, Aliados, durante dos temporadas. La serie contó además con dos temporadas teatrales en el Teatro Gran Rex, y con dos álbumes con las canciones de la serie.
En 2014 además tuvo una aparición en la telenovela Señores papis de Telefe, donde interpretó a Martín Frenkel, galán del personaje de Laura Novoa.
Paralelamente a su papel en Aliados, incursionó en el teatro donde participó de varios espectáculos. En 2013 protagonizó la obra Camila, nuestra historia de amor (2013) junto a Natalie Pérez en el Teatro Lola Membrives, bajo la dirección de Fabián Núñez. La obra está basada en la historia real sobre la relación clandestina entre Camila O'Gorman y Ladislao Gutiérrez. Mientras que en 2014 participó como invitado en El Club del Hit en el Teatro Tabarís, donde treinta artistas de la escena teatral local realizan un recorrido por los éxitos más populares de artistas de renombre. También participó en el espectáculo Fuerza Bruta como "el corredor" en el Centro Cultural Recoleta, formó parte del elenco de Casi normales con el papel de Henry en el Teatro Tabarís, luego de haber aparecido como invitado, y participó del espectáculo Señores y señores del musical en el Teatro Gran Rex, donde exponentes masculinos del teatro musical local cantaron canciones de los musicales más célebres.
En 2015, debutó en cine en la película El Clan dirigida por Pablo Trapero, basada en los crímenes cometidos por la familia Puccio. Allí Lanzani interpretó el papel de Alejandro Puccio, mientras que Guillermo Francella interpretó a su padre, Arquímedes Puccio. El mismo año, produjo y protagonizó la pieza teatral dramática Equus de Peter Shaffer, presentada en El Galpón de Guevara bajo la dirección de Carlos Sorín. El espectáculo se extendió hasta principios de 2016 con temporada en el Teatro Auditorium de Mar del Plata.
En 2016 fue parte de la telenovela de Telefe La leona, donde interpretó a Brian Miller Liberman. Además desde 2016 hasta 2018 asumió un nuevo rol como coconductor junto al productor audiovisual Mariano Hueter en el ciclo de entrevistas Dac Ficciones cortas, donde se presentaban cortometrajes del país y del mundo, y se realizaban entrevistas a actores, cineastas y personalidades del cine local. El ciclo se emitía por los canales de televisión Canal (á) y CINE.AR, y también podía verse vía streaming por la plataforma CINE.AR Play.
Entre 2017 y 2018 protagonizó la serie Un gallo para Esculapio, coproducción entre Telefe y TNT donde interpretó a Nelson Segovia, durante dos temporadas. En la segunda temporada además codirigió un capítulo.
En 2017 además estrenó tres películas, Hipersomnia dirigida por Gabriel Grieco, donde tuvo una participación especial como Rino, Sólo se vive una vez dirigida por Federico Cueva donde tuvo el papel protagónico de Leonardo Andrade, y Los últimos dirigida por Nicolás Puenzo, hijo del cineasta Luis Puenzo. Allí tuvo el papel protagónico de Pedro. En 2017 también tuvo un cameo en la serie web de la UN3TV, Emilia envidia.
El mismo año protagonizó la obra El emperador Gynt de Henrik Ibsen, interpretando al personaje principal renombrado Pedro Gynt, en el Centro Cultural General San Martín, bajo la dirección de Julio Panno. El espectáculo se extendió hasta principios de 2018 con temporada en el Teatro Auditorium de Mar del Plata.
En 2018 fue parte del film El Ángel, dirigida por Luis Ortega, basada en la historia real del asesino serial Carlos Robledo Puch, donde interpretó a Miguel Prieto, uno de los secuaces de Robledo Puch. Ese mismo año además protagonizó la obra de teatro Matadero en el Teatro Metropolitan Sura, dirigida por el reconocido coreógrafo francés Redha Benteifour. El espectáculo se extendió hasta principios de 2019 con temporada en el Teatro Auditorium de Mar del Plata. En 2018 además escribió Permetum junto a Guido Pietranera, una obra de 15 minutos presentada en el Microteatro. El mismo año participó del espectáculo y disco en vivo ViveRo, noche de sueños, en el Teatro Gran Rex, organizado por Cris Morena en homenaje a su hija fallecida, la actriz Romina Yan, en donde Lanzani interpretó algunas canciones de Casi ángeles junto a sus excompañeros de elenco.
En 2019 protagonizó la película 4x4 dirigida por Mariano Cohn en donde interpretó a Ciro.
En 2021 formó parte del reparto de la serie de Netflix, El reino, donde interpretó a Tadeo Vázquez Pena, un joven evangelista, y también del reparto de la serie de Amazon Prime Video, Maradona, sueño bendito sobre la vida de Diego Maradona, donde interpretó a Jorge Cyterszpiler, el primer representante del futbolista.

## Carrera musical

### Teen Angels

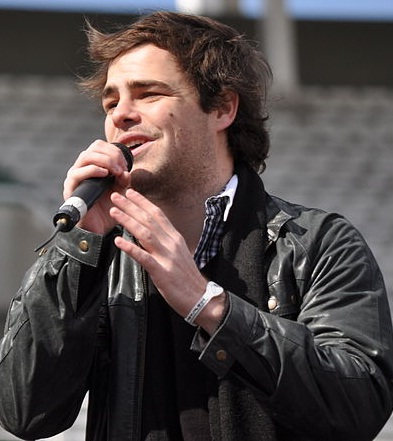
Peter Lanzani cantando con Teen Angels en 2011

En 2007, Lanzani integró la banda pop adolescente Teen Angels, desprendimiento de la serie de televisión Casi ángeles. Los primeros dos discos del grupo, Teen Angels y Teen Angels 2, consiguieron la certificación como disco de platino y el tercero, Teen Angels 3, fue el quinto disco más vendido en Argentina en 2009. El grupo se presentó en repetidas ocasiones en el Teatro Gran Rex de Buenos Aires y realizó giras por Argentina, España, Israel y gran parte de Latinoamérica.
En julio de 2012, el grupo se presentó por última vez en una serie de funciones denominadas "Teen Angels en el Gran Rex 2012: el adiós", que formaron parte de su gira de despedida, "Tour Teen Angels 2012".

## Trabajos

### Cine
| Año  | Título                   | Personaje / Rol    | Director            |
| ---- | ------------------------ | ------------------ | ------------------- |
| 2013 | Teen Angels: el adiós 3D | Él mismo           | Juan Manuel Jiménez |
| 2015 | El Clan                  | Alejandro Puccio   | Pablo Trapero       |
| 2017 | Hipersomnia              | Rino               | Gabriel Grieco      |
| 2017 | Sólo se vive una vez     | Leonardo Andrade   | Federico Cueva      |
| 2017 | Los últimos              | Pedro              | Nicolás Puenzo      |
| 2018 | El Ángel                 | Miguel Prieto      | Luis Ortega         |
| 2019 | 4x4                      | Ciro               | Mariano Cohn        |
| 2022 | Argentina, 1985          | Luis Moreno Ocampo | Santiago Mitre      |

### Televisión
| Año       | Título                  | Personaje / Rol          |
| --------- | ----------------------- | ------------------------ |
| 2006      | Chiquititas sin fin     | Nicolás "Tábano" Ramírez |
| 2007-2010 | Casi ángeles            | Thiago Bedoya Agüero     |
| 2011      | Cuando me sonreís       | Germán O´Toole           |
| 2012      | La dueña                | Eliseo Lacroix           |
| 2012      | Dulce amor              | Federico "Fede"          |
| 2013-2014 | Aliados                 | Noah García Iturbe       |
| 2014      | Señores papis           | Martín Frenkel           |
| 2016      | La leona                | Brian Miller             |
| 2016-2018 | Dac Ficciones cortas    | Coconductor              |
| 2017-2018 | Un gallo para Esculapio | Nelson Segovia           |
| 2021      | Maradona, sueño bendito | Jorge Cyterszpiler       |
| 2021-2023 | El reino                | Tadeo Vázquez Pena       |

### Series web
| Año  | Título         | Personaje / Rol |
| ---- | -------------- | --------------- |
| 2017 | Emilia envidia | Él mismo        |

### Teatro
| Año         | Título                                  | Personaje / Rol          | Teatro                                                 |
| ----------- | --------------------------------------- | ------------------------ | ------------------------------------------------------ |
| 2006        | Chiquititas sin fin                     | Nicolás "Tábano" Ramírez | Teatro Gran Rex                                        |
| 2007 - 2010 | Casi ángeles                            | Thiago Bedoya Agüero     | Teatro Gran Rex                                        |
| 2011 - 2012 | Teen Angels                             | Él mismo                 | Teatro Gran Rex                                        |
| 2013        | Camila, nuestra historia de amor        | Ladislao Gutiérrez       | Teatro Lola Membrives                                  |
| 2013-2014   | Aliados                                 | Noah García Iturbe       | Teatro Gran Rex                                        |
| 2014        | El club del hit                         | Él mismo                 | Teatro Tabarís                                         |
| 2014        | Fuerza Bruta                            | El corredor              | Centro Cultural Recoleta                               |
| 2014        | Casi Normales                           | Henry                    | Teatro Tabarís                                         |
| 2014        | Señores y señores del musical           | Él mismo                 | Teatro Gran Rex                                        |
| 2015-2016   | Equus                                   | Alan Strang              | El Galpón De Guevara / Teatro Auditorium               |
| 2017-2018   | El emperador Gynt                       | Pedro Gynt               | Centro Cultural General San Martín / Teatro Auditorium |
| 2018        | Permetum                                | Co-dramaturgo            | Microteatro                                            |
| 2018        | ViveRo, noche de sueños                 | Él mismo                 | Teatro Gran Rex                                        |
| 2018-2019   | Matadero                                | Él mismo                 | Teatro Metropolitan Sura / Teatro Auditorium           |
| 2022        | Las cosas maravillosas [cita requerida] | Narrador                 | Multiteatro Comafi                                     |

## Discografía
| Año  | Título                                     |
| ---- | ------------------------------------------ |
| 2006 | Chiquititas sin fin                        |
| 2007 | TeenAngels I                               |
| 2008 | TeenAngels II                              |
| 2008 | Casi Ángeles en vivo: Teatro Gran Rex 2008 |
| 2009 | TeenAngels III                             |
| 2009 | Casi Ángeles en vivo: Teatro Gran Rex 2009 |
| 2010 | TeenAngels IV                              |
| 2010 | Teen Angels en vivo en Israel              |
| 2010 | Teen Angels: La Historia                   |
| 2011 | TeenAngels V                               |
| 2012 | Teen Angels: La Despedida                  |
| 2013 | Aliados                                    |
| 2014 | Aliados Versión Extendida                  |
| 2018 | ViveRo, noche de sueños (álbum en vivo)    |

## Premios y nominaciones
| Año  | Premio                                    | Categoría                                               | Trabajo nominado               | Resultado | Ref.   |
| ---- | ----------------------------------------- | ------------------------------------------------------- | ------------------------------ | --------- | ------ |
| 2011 | Los Más Clickeados                        | Los más clickeados del año                              | Famosos con más rating del año | Ganador   | [ 59 ] |
| 2013 | Los Más Clickeados                        | Los más clickeados del año                              | Famosos con más rating del año | Ganador   | [ 60 ] |
| 2013 | Nickelodeon Kids' Choice Awards Argentina | Actor de TV favorito                                    | Aliados                        | Ganador   | [ 61 ] |
| 2014 | Premios Martín Fierro                     | Intérprete de cortina musical                           | Aliados                        | Nominado  | [ 62 ] |
| 2014 | Nickelodeon Kids' Choice Awards Argentina | Actor favorito                                          | Aliados                        | Ganador   | [ 63 ] |
| 2015 | Nickelodeon Kids' Choice Awards Argentina | Bombón                                                  | Él mismo                       | Nominado  | [ 64 ] |
| 2015 | Los Más Clickeados                        | Los más clickeados del año                              | Famosos con más rating del año | Ganador   | [ 65 ] |
| 2015 | Premios Sur                               | Mejor actor                                             | El Clan                        | Nominado  | [ 66 ] |
| 2015 | Premios Sur                               | Mejor actor revelación                                  | El Clan                        | Ganador   | [ 67 ] |
| 2016 | Premios Cóndor de Plata                   | Revelación masculina                                    | El Clan                        | Ganador   | [ 68 ] |
| 2016 | Premios María Guerrero                    | Mejor actor revelación                                  | Equus                          | Ganador   | [ 69 ] |
| 2016 | Premios Florencio Sánchez                 | Revelación                                              | Equus                          | Ganador   | [ 70 ] |
| 2016 | Premios Trinidad Guevara                  | Revelación                                              | Equus                          | Ganador   | [ 71 ] |
| 2016 | Premios ACE                               | Revelación masculina                                    | Equus                          | Ganador   | [ 72 ] |
| 2017 | Premios Tato                              | Actor protagónico en unitario                           | Un gallo para Esculapio        | Ganador   | [ 73 ] |
| 2018 | Premios Martín Fierro                     | Mejor actor protagónico en unitario y/o miniserie       | Un gallo para Esculapio        | Nominado  | [ 74 ] |
| 2018 | Premios Platino                           | Mejor interpretación masculina en miniserie o teleserie | Un gallo para Esculapio        | Nominado  | [ 75 ] |
| 2018 | Los Más Clickeados                        | Los más clickeados del año                              | Famosos con más rating del año | Ganador   | [ 76 ] |
| 2019 | Premios VOS                               | Mejor dupla en escena (con Germán Cabanas)              | Matadero                       | Nominado  | [ 77 ] |
| 2020 | Premios Sur                               | Mejor actor protagónico                                 | 4x4                            | Nominado  | [ 78 ] |
| 2020 | Premios Konex                             | Mejor actor de televisión                               | Período 2010-2020              | Ganador   | [ 79 ] |
| 2023 | Premios Condor de Plata                   | Mejor actor                                             | Argentina, 1985                | Nominado  | [ 80 ] |
| 2023 | Premios Platino                           | Mejor interpretación masculina                          | Argentina, 1985                | Nominado  | [ 81 ] |